# Plagiolepis lucidula
Plagiolepis lucidula är en myrart som beskrevs av Wheeler 1934. Plagiolepis lucidula ingår i släktet Plagiolepis och familjen myror. Inga underarter finns listade i Catalogue of Life.